# Josef Mengele
Josef Rudolf Mengele (Günzburg, Német Birodalom, 1911. március 16. – Bertioga, Brazília, 1979. február 7.) német SS-tiszt, az auschwitzi koncentrációs tábor orvosa. A foglyokon végzett embertelen, brutális kísérleteivel vált hírhedtté.

## Életrajza
Josef Rudolf Mengele Karl Mengele és Walburga Hupfauer szigorúan vallásos katolikus szülők legidősebb fia. Két öccse volt Karl-Thaddeus és Alois. Josef volt a család kedvenc gyermeke, rendkívül tehetséges volt. Kedvenc tantárgyai: biológia, állattan, fizika, filozófia és antropológia. Gyermekként többször a halál küszöbén állt betegség vagy baleset miatt. Hatévesen majdnem belefúlt egy hordó esővízbe, majd néhány év múlva súlyos vérmérgezést kapott. 1926-ban csontvelőgyulladásban szenvedett, azonban a betegségből gyorsan kigyógyult.
1924-ben csatlakozott a Nagynémet Ifjúsági Szövetséghez (GDJ). Bár a GDJ antiszemita irányultságú volt és agresszív nacionalizmust képviselt, Mengele egyelőre nem volt kifejezetten nemzetiszocialista, hanem katolikus-konzervatív német állampolgár. 1931 májusában csatlakozott Bund der Frontsoldaten Stahlhelm félkatonai alakulathoz, ami 3 évvel később az SA-ba olvadt. Antropológiát és orvostudományi ismereteket tanult Münchenben, Bonnban és Bécsben. A harmadik félévben egy privát kapcsolatnak köszönhetően Bonnban, a Friedrich-Wilhelms egyetemen folytatta tanulmányait. 1933 nyarán visszatért Münchenbe, miután egy szemesztert a Bécsi Egyetemen fejezett be. 1935-ben szerzett Dr. phil. címet Rassenmorphologische Untersuchung des vorderen Unterkieferabschnittes bei vier rassischen Gruppen („Az alsó állkapocs elülső részének fajmorfológiai vizsgálata négy rasszcsoportnál”) című szakdolgozatával. Ennek a tartalma egyáltalán nem volt antiszemita vagy rasszista. Majd 1936-ban letette az állami orvosi vizsgát. Négy hónapig a lipcsei egyetemi klinikán praktizált, itt találkozott első feleségével, Irene Schönbeinnel. Majd 1937-től az Otmar von Verschuer által vezetett frankfurti Genetikai Biológiai és Fajhigiéniai Intézetnél (Institut für Erbbiologie und Rassenhygiene) lett asszisztens, 1938-tól orvos.
Mivel a hivatali előmenetele szempontjából előnyösnek ígérkezett, 1937-ben belépett a nemzetiszocialista pártba, majd egy évvel később a Waffen-SS-be. Itt egy három hónapra lerövidített hegyivadász alapképzésben részesült, Hauptscharführerként (törzsőrmester) végzett, majd 1940 júniusában Untersturmführer (hadnagy) rangban szolgálatba helyezték. Hamarosan orvosi szakszolgálatra jelentkezett a Waffen-SS-be, ahol egy orvosi tartalékos zászlóaljban munkálkodott 1940 november végéig. Mengelét 1941 júniusában Ukrajnába küldték, ahol elnyerte a másodosztályú Vaskeresztet és SS-Obersturmführerré (főhadnagy) léptették elő. Csatlakozott a Norvég 5. SS „Wiking” hadosztályhoz, itt lett az 5. Pionier Zászlóalj tisztiorvosa. Kimentett két német katonát egy égő tankból és elnyerte az első osztályú Vaskeresztet, valamint a Német sebesült érmet (fekete) és a Népjóléti kitüntetést. Súlyosan megsebesült egy akcióban Rosztov-na-Donu közelében. 1942 nyarán hazatért az orosz frontról, mivel alkalmatlannak nyilvánították további aktív szolgálatra, majd Berlinbe került egy időre. 1943 áprilisában Mengelét előléptették SS-Hauptsturmführerré (századossá).
Itt felvette a kapcsolatot korábbi főnökével, Verschuerrel, aki közben a Kaiser-Wilhelm-Instituts für Anthropologie, menschliche Erblehre und Eugenik igazgatójává lépett elő. Verschuer ajánlására 1943-ban Auschwitz-Birkenauba vezényelték. Május 30-án lépett szolgálatba a cigánytáborban (BIIe), 1944 nyarán WVHA Amstgruppe D vezetőorvosa (Auschwitz) és a női tábor orvosa lett. Az ő feladata volt az egészségügy megszervezése és felügyelete, illetve – más orvosokkal felváltva – az újonnan érkezettek közül a gyermekek, idősek és betegek kiválogatása, akiket aztán munkaképtelenekként a gázkamrákba küldtek. Dr. Josef Mengele parancsára mintegy négyszázezer foglyot gázosítottak el, többségük magyar zsidó volt. Hasonló volt az eljárás a táborok felszámolásakor is: amikor 1944 nyarán a cigánytábort megszüntették, Mengele mintegy 1400 személyt küldött át Buchenwaldba és körülbelül kétszer ennyit a gázkamrába. A tényleges betegellátás a fogolyorvosok feladata volt.
Mengele látszólag udvariasan viselkedett a foglyokkal, valójában azonban csak kísérleti alanyoknak tekintette őket. Eleinte a szemszín megváltoztatásával és a birkenaui cigánytáborban előforduló betegségekkel kísérletezett, pl. az arcüszkösödéssel (nomával). A kísérletei az ikrekre és a valamilyen rendellenességet hordozó emberekre vonatkoztak. Részben méréseket végzett rajtuk, és lefényképezte őket, részben pedig fájdalmas kísérleteket hajtott végre rajtuk, amelyek gyakran halállal végződtek. Mengele például tífuszbaktériummal fertőzte meg az ikreket, majd a betegség különböző stádiumaiban vért vett tőlük, amelyet elemzésre Berlinbe küldött. Ha egy ikerpár egyik tagja meghalt, Mengele megölette a másikat, hogy a boncolásnál összehasonlíthassa a szerveiket. Úgy becsülik, hogy a Mengele által végzett gyilkos kísérletek következtében kb. 1500 ikerpárból mindössze 200 élte túl e kegyetlen tetteket.
Röviddel a Vörös Hadsereg megérkezése előtt, 1945. január 17-én elmenekült Auschwitzból, és magával vitte a kísérleti dokumentációk egy részét, a maradékot az SS megsemmisítette. Először egy orvoskollégája rejtette el egy kórházban, majd június közepén álnéven amerikai hadifogságba került. Nyáron visszatért szülővárosába, Günzburgba, majd ősszel Fritz Hollmann néven felső-bajorországi Mangoldingbe ment.

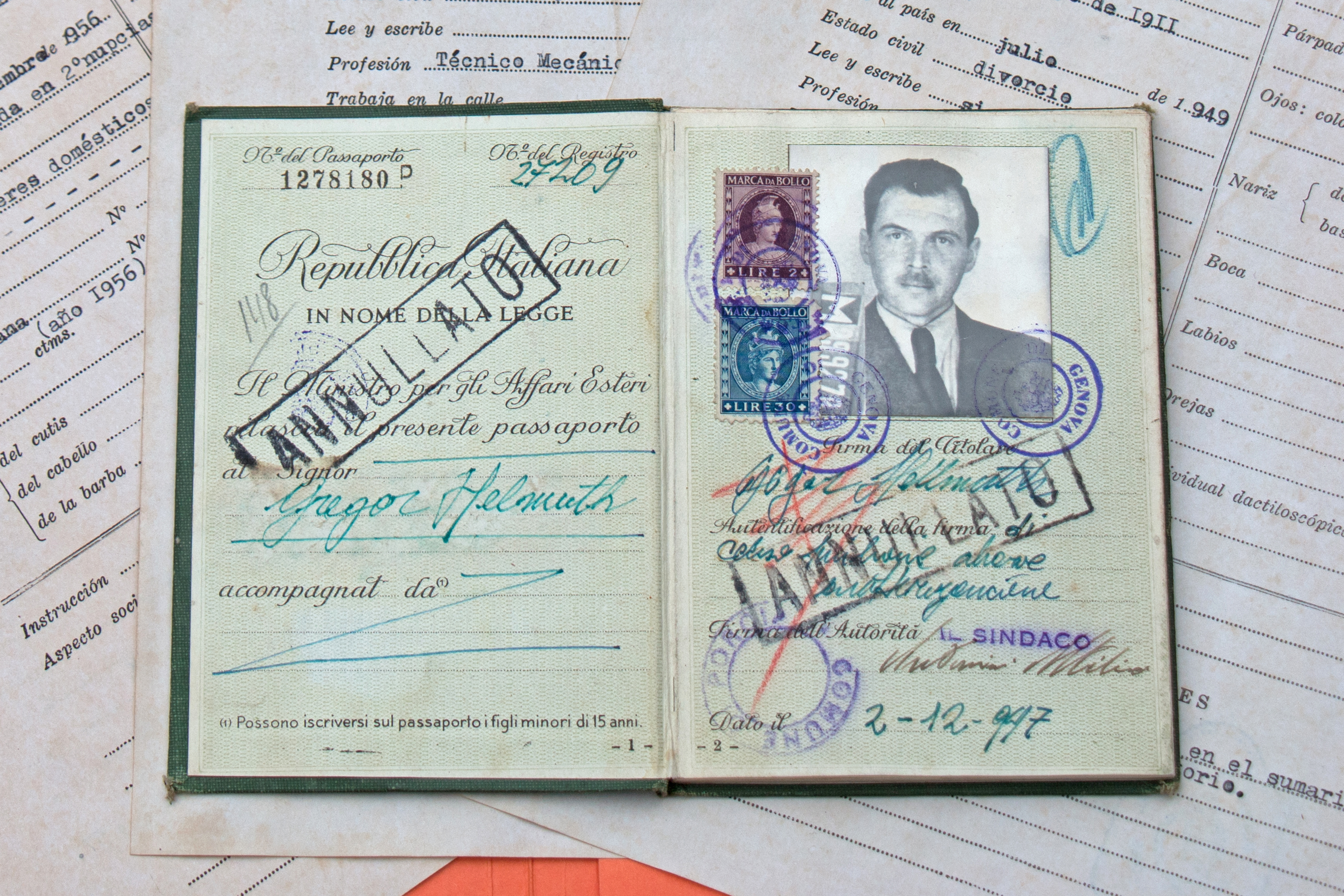
A Mengele által használt olasz útlevél, amellyel Argentínába menekült 1949-ben

1949 áprilisában Helmut Gregor néven Genovába utazott, majd június 20-án a North King nevű gőzössel Buenos Airesbe hajózott. Itt az 1950-es évek végéig élt. A Buenos Aires-i konzulátuson német útlevelet kapott a valódi nevével, és feleségül vette Martha nevű sógornőjét. A náci háborús bűnösök utáni nemzetközi hajsza miatt 1959. májusban Paraguayba repült, ahol csak kevésen múlott, hogy elkerülte Adolf Eichmann sorsát. 1960 októberében São Paulo mellett elrejtőzött; felesége és mostohafia visszaköltözött Günzburgba. A városban hosszú éveket élt a valódi nevén. 1979. február 7-én a tengerben fürdött, szélütést kapott, majd meghalt. São Paulótól délre temették el Embu temetőjében, Wolfgang Gerhard néven. Családja olyan sikeresen eltitkolta halálát, hogy az 1980-as években megújították az ellene szóló elfogatási parancsot, és az elfogására kitűzött díjat 10 millió német márkára emelték. Utóbb kiderült, hogy folyamatosan rettegett attól, hogy megtalálják és felelősségre vonják, erre utalt egyebek mellett az is, hogy az álcázásul növesztett bajuszát folyamatosan rágta, ezért a gyomrában egy ebből származó szőrlabdacsot találtak.
1985-ben jelentették be halálhírét, amit holttestének exhumálása tett lehetővé. 1992-ben DNS-vizsgálattal is azonosították holttestét.

## Szolgálata az SS-ben
- SS sorszáma: 317.885
- NSDAP tagsági könyv sorszáma: 5.574.974
- Waffen-SS:
  - Waffen-SS Orvosi Felügyelőség törzstiszti orvosa (1940)
  - A norvégokból szervezett 5. Wiking SS-páncéloshadosztály 5. utász zászlóaljának tisztiorvosa (1941-1943)
  - 3. Totenkopf SS-páncéloshadosztály tisztiorvosa (1943. május 30. – 1945. január 17.)

### Rendfokozatai
| Mengele rendfokozatai | Mengele rendfokozatai                                      |
| Dátum                 | Rendfokozat                                                |
| --------------------- | ---------------------------------------------------------- |
| 1938. május           | SS-Schütze (SS-közlegény)                                  |
| 1939                  | SS-Hauptscharführer der Reserve (tartalékos törzsőrmester) |
| 1940. augusztus 1.    | SS-Untersturmführer d.R. (tartalékos hadnagy)              |
| 1942. január 30.      | SS-Obersturmführer d.R. (tartalékos főhadnagy)             |
| 1943. április 20.     | SS-Hauptsturmführer d.R. (tartalékos százados)             |

### Kitüntetései
- Német sport jelvény (bronz fokozat)
- Vaskereszt (Első- és másodosztály)
- Háborús érdemkereszt (Másodosztály kardokkal)
- Keleti Front Medál
- Népjóléti kitüntetés
- Sebesülési jelvény

## Megjelenése a kultúrában
- A brazíliai fiúk (The Boys from Brazil, 1978), rendező: Franklin J. Schaffner. Mengele szerepében: Gregory Peck
- Bokor Péter: Mengele doktor nyomában, Minerva RTV, 1987, ISBN 9632234251
- És a hegedűk elnémultak (1988), rendező:Alexander Ramati. Mengele szerepében: Marcin Tronski
- Mengele, Az igazság nyomában (1999), rendező: Roland Suso Richter, Mengele szerepében: Götz George
- Hitlers Helfer II: Mengele – Der Todesarzt (2005), Dokumentumfilm, ZDF
- A német doktor (Wakolda), (2013), rendező: Lucía Puenzo, Mengele szerepében: Alex Brendemühl
- Nyiszli Miklós: Dr. Mengele boncoló orvosa voltam az auschwitzi krematóriumban, Nagyvárad, 1946 online hozzáférés (későbbi kiadás) Archiválva 2021. február 8-i dátummal a Wayback Machine-ben
- Slayer – Angel of Death (1986)
- Gyurkovics Tamás: Mengele bőröndje – Josef M. két halála, regény, Kalligram, 2017, ISBN 9786155603907
- Az emberi százlábú (The Human Centipede, 2009), rendező: Tom Six. A Mengele ihlette Dr. Heiter szerepében: Dieter Laser
- Olivier Guez: La Disparition de Josef Mengele – regény, Édition Grasset & Fasquelle, Párizs 2017. Magyar kiadás: Josef Mengele eltűnése, ford. Balla Katalin, Művelt Nép Könyvkiadó, Budapest, 2018. ISBN 9786155760556
- Keszi Imre Elysium című regényében Helmer von Bretzow néven szerepelteti Mengelét
- Betina Anton: Trópusi menedék – Josef Mengele Brazíliában, Jelenkor Kiadó, Budapest, 2024, ISBN 9789635183340